# Luis III de Alemania

División de Francia orientalis tras la muerte de Luis el Germánico en 876. En verde los territorios de Luis el Joven.

Luis III, también llamado "Luis el Joven"  (835-20 de enero de 882), rey de los francos orientales  desde el año 876 hasta su muerte y rey de Baviera, hijo de Luis el Germánico y Emma de Altdorf.
Recibió en el año 865 Franconia, Turingia y Sajonia. Derrotó a Carlos el Calvo en una batalla en Andernach. Gracias al Tratado de Ribemont (880) obtuvo Lorena.
| Títulos Reales Carolingios                                 |                           |                                   |
| Predecesor: Luis el Germánico (rey de la Francia Oriental) | Rey de Sajonia 876-882    | Sucedido por: Carlos III el Gordo |
| Predecesor: Carlomán                                       | Rey de Baviera 880-882    | Sucedido por: Carlos III el Gordo |
| Predecesor: Lotario II (869)                               | Rey de Lotaringia 880-882 | Sucedido por: Carlos III el Gordo |

- Datos: Q160190
- Multimedia: Louis the Younger / Q160190